# Марія Вероніка Рейна
Марія Вероніка Рейна (1960-ті — 27 жовтня 2017 року) — аргентинська психологиня, педагогиня та активістка, яка проводила міжнародну агітацію за дотримання прав людей з інвалідністю. Представляючи Міжнародний консорціум з інвалідності та розвитку (англ. International Disability and Development Consortium), вона була провідною учасницею переговорів щодо Конвенції Організації Об'єднаних Націй про права людей з інвалідністю.

## Раннє життя
Народившись в Аргентині на початку 1960-х років, Марія Вероніка Рейна отримала інвалідність в автокатастрофі у віці 17 років. У цей час дівчина навчалася в останньому класі школи. Після лікування та курсу реабілітації в лікарні вона все-таки змогла закінчити навчання в школі. Вона сподівалася стати вчителькою, але Марії було відмовлено в навчанні, оскільки в Аргентині інваліди не мали права викладати.
Їй вдалося подолати ці труднощі, вибравши для здобуття вищої освіти спеціальність «педагогічна психологія». Марія Вероніка Рейна закінчила католицький університет Санта-Фе (англ. Universidad Católica de Santa Fe) за спеціальною освітою для шкіл. Вона отримала ступінь магістра в галузі відкритого та дистанційного навчання з правом викладання у Національному університеті дистанційної освіти Іспанії.

## Кар'єра
Рейна отримала досвід роботи в різних установах, включаючи університетський інститут Сан-Мартін в Росаріо в Аргентині; Аргентинська організація людей з обмеженими можливостями, Cilsa; Центр міжнародної реабілітації, Чикаго (1997); Інститут міжнародної адвокатури в галузі інвалідності; Інститут міжнародного співробітництва та розвитку; Інститут міжнародної адвокатури в галузі інвалідності та Центр міжнародної реабілітації.
З 2006 року Марія Вероніка Рейна почала працювати директоркою міжнародних проектів Інституту Бертона Блатта (Burton Blatt Institute) університету Сіракузи у Вашингтоні. У 2008 році за підтримки як BBI, так і Світового банку вона була призначена першим виконавчим директором Глобального партнерства з інвалідності та розвитку (англ. Global Partnership for Disability and Development). Партнерство покликане сприяти включенню інвалідів до політики та практики через агенції розвитку. Марія була особливо активною в спеціальному комітеті Організації Об'єднаних Націй з Конвенції про інвалідність.
У переговорах щодо Конвенції ООН вона залучила організації з обмеженими фізичними можливостями по всьому світу свою наполегливістю. Тому вони приєднались до руху з підтримки загальних прав людини для людей з обмеженими можливостями в інклюзивному, доступному та стійкому світі. Будучи координаторкою Міжнародної організації інвалідності (англ. International Disability Caucus) вона представляла людей з обмеженими можливостями під час переговорів. Вона ефективно модерувала в ході різних заходів та досягла консенсусу серед зацікавлених сторін з різними інтересами. Вона очолювала зустрічі та конференції, модерувала комунікації та координувала переклад та розповсюдження документації іспанською для латиноамериканської спільноти.
За кілька місяців до смерті вона допомагала підвищити ефективність групи зацікавлених осіб з обмеженими можливостями при Міжнародному альянсі інвалідів. На консультаційній нараді Організації Об'єднаних Націй у Буенос-Айресі Марія Вероніка Рейна прагнула посилити роль спільноти з обмеженими можливостями у реалізації Конвенції про права людей з інвалідністю.
Марія Вероніка Рейна померла у своєму рідному місті Росаріо 27 жовтня 2017 року. Їй було на той час 54 роки.